# Neuvelle-lès-la-Charité
Neuvelle-lès-la-Charité là một xã ở tỉnh Haute-Saône trong vùng Bourgogne-Franche-Comté phía đông nước Pháp.